# Стрельников, Сергей Александрович
Серге́й Алекса́ндрович Стре́льников  (укр. Сергій Олександрович Стрельников; род. 13 ноября 1979, Дмитриевка, Тамбовская область) — украинский киноактёр, известный исполнением главной роли в биографическом сериале «Страсти по Чапаю». Сыграл одну из главных ролей Яньки Кошелька в сериале "УГРОза. Трепалов и Кошелек".

## Биография
Родился 13 ноября 1979 года в посёлке Дмитриевка Никифоровского района Тамбовской области, в семье врачей.
В возрасте двух лет с родителями переехал в город Сквира, а через полгода семья переехала в пгт Ставище Киевской области. Через четыре года отец был назначен главным врачом наркологического диспансера при кирпичном заводе в селе Журавлиха этого же района и Стрельниковы, в который раз, сменили место жительства.
Первых два класса учился в сельской школе Журавлихи. После аварии на Чернобыльской АЭС, в селе Раскошное, которое являлось окраиной райцентра, построили посёлок для «чернобыльцев», в нём получили квартиру и родители Стрельникова. В этом селе окончил 11 классов.
Отец погиб, когда Стрельникову было 11 лет.
В 1996 году, после окончания школы, поступил в Киевское училище культуры на факультет «режиссёр массовых действий», которое окончил с отличием. После поступил в Киевский национальный университет театра, кино и телевидения имени И. К. Карпенко-Карого на курс Н. Н. Рушковского. По окончании университета, в 2003 году работал в ТЮЗе, а затем в организованном на базе студентов курса молодёжном театре «Ателье 16».
В кино Стрельников начал сниматься в начале 2000-х годов. В 2001 году он сыграл небольшую роль в российско-украинском сериале «День рождения буржуя 2» (2001), затем появился в украинских сериалах «Бездельники» (2002), «Европейский конвой» (2003). Более заметной стала роль в сериале «Ангел-хранитель», где Стрельников сыграл милиционера Колю.
Стрельников играл небольшие роли во множестве сериалов, среди которых «Бедная Настя» (2003—2004), «Девять жизней Нестора Махно» (2006), «Возвращение Мухтара 2» (2005) и «Возвращение Мухтара 3» (2006), «Дьявол из Орли. Ангел из Орли» (2006), «Любовь на асфальте» (2008), «Колдовская любовь» (2008).
В военном российско-украинском телесериале «Третьего не дано» (2009) сыграл Чекалина, а в многосерийной криминальной драме «Демоны» (2010) — Штепселя. В сериале «1941» (2009), сыграл раненого красноармейца Игоря. В сериале «Дело было на Кубани» (2011) сыграл одну из главных ролей. Сыграл главную роль в историческом сериале «Страсти по Чапаю» (2012). Снимался в сериалах «Порох и дробь» (2013), «Ловушка» (2013).
Женат, сын Сильвестр.

## Роли в театре
Театр «Ателье 16»:
- «Казанова»- Казанова
- «В ожидании Годо» — Поццо
- «Тот, кто с неба упал» — Олекс
- «Трёхгрошовая опера» — Маттиас-Монета и Билли Капец

## Фильмография
- 2024 - Буча

- 2023 — Довбуш — Олекса Довбуш
- 2022 — Крепостная (с 3 сезона) — Стефан Яблоневский, польский князь
- 2020 — Неверная (телесериал) — Евгений Романюк
- 2019 — Принцип удовольствия — капитан одесской полиции Сергей Франко
- 2018 — Чужая жизнь — Виктор Артемьев
- 2018 — Операция «Мухаббат» — Михаил Кротов, капитан, командир разведроты
- 2015 — Владимирская, 15. — Дикий Александр Андреевич, майор милиции, начальник оперативной группы
- 2015 — Луна — Роман Соколов, зам. начальника оперативного отдела полиции
- 2014 — Трюкач — Сан Саныч Богатырёв, каскадёр
- 2014 — Куприн — Сенька «Вокзал», вор
- 2014 — Екатерина (телесериал) — Григорий Орлов
- 2013 — Ловушка — Артём Запашин (Атом, помощник Валуева)
- 2013 — Порох и дробь — Ченцов Виктор
- 2012 — Страсти по Чапаю — Василий Иванович Чапаев
- 2012 — Полёт Бабочки — Миша, сосед
- 2011 — Дело было на Кубани — Дмитрий Крутов
- 2011 — Земля забвения — Дмитрий
- 2011 — Ярость — Костик
- 2011 — Баллада о бомбере
- 2010 — Демоны — Вовка-«Штепсель», новый охранник Дмитрия
- 2010 — Вера, Надежда, Любовь — Олег, муж Гули
- 2010 — Брат за брата — Толик, налётчик на кафе
- 2009 — Чудо
- 2009 — Третьего не дано — Чикалин, младший лейтенант
- 2009 — Правила угона — Длинный
- 2009 — По закону — Проклов
- 2009 — Возвращение Мухтара-5 — Крюков
- 2009 — Блудные дети — Сергей, военный
- 2009 — 1941 — Игорь
- 2008 — Неодинокий — Саша Куницын
- 2008 — Любовь на асфальте — Макс
- 2008 — Колдовская любовь — Мишка
- 2008 — Возвращение Мухтара-4 — Пономарёв
- 2007 — Жажда экстрима — Виталий
- 2007 — Долг
- 2007 — Ангел-хранитель — Коля, младший сын Каменева
- 2006 — Волчица — Карточный игрок во дворе (100 серия).
- 2006 — За всё тебя благодарю-2 — бармен
- 2006 — Девять жизней Нестора Махно — белогвардеец
- 2006 — Возвращение Мухтара-3 — Эдик
- 2006 — Ангел из Орли — Николай Лазарев
- 2006 — Дурдом — Васькин
- 2005 — Возвращение Мухтара-2 — Сироп
- 2004 — Диверсант
- 2003 — Европейский конвой — громила
- 2002 — Бездельники — эпизод
- 2001 — День рождения Буржуя—2 — эпизод